# Hugues VI de Lusignan
Pour les articles homonymes, voir Hugues de Lusignan.
Hugues VI de Lusignan dit le Diable puis le Vieux,, né vers 1035 et décédé après le mois de février 1110, fut seigneur de Lusignan (1060-1110) en Poitou. Il détenait également les châteaux et châtellenies de Frontenay, Chizé et d'Angles. Il contrôla pendant quelque temps, aux dépens de son cousin Hugues de Couhé, la châtellenie du même nom.
Politiquement, Hugues VI est un familier du comte de Poitou, Guillaume IX d'Aquitaine, son suzerain. Religieusement, il appartient à un réseau de nobles aquitains et languedociens qui soutient, à la fin du XIe siècle, le mouvement réformateur impulsé par la papauté visant à restaurer l'ordre et la discipline religieuse,. Hugues VI reçoit l'appellation de fidelis beati Petri ; terme employée par la chancellerie pontificale pour désigner un membre de ce groupe de fidèles.
Sa participation à la première croisade, où il prend part à de nombreuses batailles, l'auréole d'un grand prestige. Il est le premier seigneur de Lusignan à se rendre en Terre sainte.

## Biographie

### Famille
Hugues VI de Lusignan est le fils d'Hugues V de Lusignan (v. 1021-1060), seigneur de Lusignan et de Couhé (v. 1030-1060), et d'Almodis de la Marche (v. 1023-1071), fille du comte Bernard Ier (991-1047) de la maison de Charroux. Leurs descendants ne cesseront de revendiquer, à leurs suzerains Plantagenet, la possession du comté de la Marche après le décès d'Audebert IV (♰ 1180) dépourvu d'héritier direct,.
Hugues a un frère jumeau, Jourdain (v. 1035-ap. 1078),,, et huit frères et sœurs utérins. Par les trois mariages de sa mère, Almodis, Hugues VI est l'aîné d'un réseau familial important et puissant : il est apparenté aux comtes de Toulouse, les jumeaux Guillaume IV (ap. 1045-1094) et Raymond IV de Saint Gilles, (ap. 1045-1105) et à ceux de Barcelone, les jumeaux Raimond-Bérenger II (1054-1082) et Bérenger-Raimond II (1054-ap. 1097),.
Hugues VI est le cousin du comte de la Marche, Boson III (♰ 1091). Sa nièce, Philippe ou Philippa de Toulouse (♰ 1117), fille de Guillaume IV, est l'épouse de Guillaume IX (1071-1127), comte de Poitou et duc d'Aquitaine (1086-1127). Philippa et Guillaume IX sont les grands-parents d'Aliénor d'Aquitaine.

### Conflits avec les ordres religieux
En 1079, Hugues VI est menacé d'excommunication par l'évêque de Poitiers Isembert II. Il avait spolié son cousin, Hugues de Couhé, chanoine de Saint-Hilaire de Poitiers, de la seigneurie de Couhé héritée de son père Rorgon, frère cadet d'Hugues V. L'action papale, auprès du seigneur de Lusignan, dissipe le conflit entre les deux cousins puisqu'au début du XIIe siècle Hugues de Couhé semble disposer des terres de la seigneurie de Couhé.
Malgré sa piété, Hugues VI est constamment en conflit avec l'Abbaye de Saint-Maixent. Un de ces nombreux litiges est tellement violent que le duc d'Aquitaine, les évêques de Poitiers, et de Saintes, ainsi que le pape Pascal II, menacent à nouveau Hugues VI d'excommunication en 1110. À cause de ces nombreux conflits, il est surnommé le Diable par les moines de Saint-Maixent,.

### La Reconquista
Le 23 octobre 1086, lors de la Reconquista, l'armée castillane d'Alphonse VI est battue par le sultan almoravide Youssef ben Tachfine à la bataille de Sagrajas. Bérenger-Raimond II, comte de Barcelone, demi-frère d'Hugues VI, est à son tour menacé par les Almoravides.
L'année suivante, en 1087, le réseau des fideles beati Petri est mobilisé et trois d'entre eux : Hugues de Lusignan avec un de ses demi-frère, le comte Raymond IV de Toulouse, et le duc Eudes Ier de Bourgogne organisent une expédition en Espagne pour aider le comte de Barcelone.

### Revendication du comté de la Marche
Boson III, comte de la Marche et cousin d'Hugues VI, en guerre contre Guillaume V Taillefer, comte d'Angoulême, décède en 1091 alors qu'il assiège le château de Confolens,. Sans descendance, plusieurs prétendants revendiquent l'héritage de Boson III, dont Hugues VI. Le seigneur de Lusignan assiège Charroux, capitale du comté de la Marche. Guillaume IX d'Aquitaine, allié d'Hugues VI, assiège à son tour le château d'Aixe-sur-Vienne. Guillaume V Taillefer, en conflit avec le duc d'Aquitaine, redoute que le comté de la Marche, frontalier du sien, bascule sous l'influence du seigneur de Lusignan. Il s'allie avec Eudes Ier de la Marche, vient à son secours, lève le siège de Charroux et permet à Eudes d'assoir définitivement ses prétentions sur le comté de la Marche,.

### La première croisade
Hugues VI prend la croix et participe à la première croisade sans doute dans le contingent de son demi-frère Raymond IV de Saint-Gilles. Bérenger-Raimond II dit le Fratricide participe également à l'expédition et décède devant Jérusalem.

### Retour en Poitou et décès
De retour d'Orient, Hugues VI accompagne le duc Guillaume d'Aquitaine à Saint-Jean-d'Angély, en 1103 ou 1104, où ils assistent, en présence d'Arnaud archevêque élu de Bordeaux et de Ramnulfe de Foucauld évêque de Saintes, à l'élection de l'abbé Henri,. Hugues VI est également présent à Poitiers le 13 juin 1104,. Il apparait dans plusieurs actes jusqu'en 1110, année de sa mort.

## Mariage et descendance

### Audéarde de Thouars
Audéarde ou Hildegarde de Thouars (v. 1048-av. 1115/1140) est la fille d'Aimery IV (v. 1020-1093), vicomte de Thouars (1056-1093), et d'Aurengarde, sœur des vicomtes Herbert II (♰ 1104) et Geoffroy III de Thouars (♰ ap. 1123), d'Aénor (1055-1093) épouse de Boson II (v. 1055-1101), vicomte de Châtellerault, et nièce de Raoul dit de Mauléon,. Elle est nommée Hildegarde dans une charte de l'église Saint-Nicolas-de-la-Chaise,,.
Hugues VI de Lusignan épouse, vers 1060, Audéarde de Thouars qui apporte possiblement en dot la châtellenie de Soubise.

### Postérité
Hugues et Audéarde ont pour descendance :
- Mélisende de Lusignan (v. 1060-ap. 1075) épouse, dans les années 1070, Simon Ier (av. 1047-1075), vidame de Parthenay et ont[49] :
  - Guillaume de Parthenay (av. 1075-ap. 1102), trésorier de Saint-Hilaire de Poitiers[50],
  - Simon II de Parhenay (av. 1075-1121), vidame de Parthenay[51],[52],[42],[50] ;
- Hugues VII de Lusignan dit le Brun (v. 1060-v. 1148), seigneur de Lusignan ;
- Rorgon de Lusignan (v. 1060-ap. 1110), cité plusieurs fois dans les actes avec son père jusqu'en 1110[53],[54],[26],[4],[55],[41]. Après cette date il disparait de la documentation. Il est possible que Rorgon fut victime de la guerre qui opposa sa famille à Guillaume IX d'Aquitaine entre 1110 et 1118. Il ne lui est connu aucune alliance et postérité.

## Armoiries [fictives]
Les Salles des Croisades du château de Versailles attribuent à Hugues VI de Lusignan les armoiries suivantes :
| Blason | Blasonnement : Écu fascé d'argent et d'azur de huit pièces Commentaires : Armoiries [fictives] d'Hugues VI de Lusignan selon les Salles des Croisades, château de Versailles. |

Les auteurs de la Salle des Croisades ont attribué des armoiries aux membres de la première croisade alors que l’héraldique ne s’est développée qu’un demi-siècle plus tard. De plus, les auteurs ne mentionnent pas leurs sources. Il est donc plus que probable que les armoiries Hugues VI de Lusignan soient fictives.

## Sources et bibliographie

### Sources diplomatiques
- Cartulaire de l'abbaye de Saint-Cyprien de Poitiers : [931-1155] , éd. Louis Rédet, Archives historiques du Poitou, t. III, Poitiers, Oudin, 1874. [lire en ligne]
- Chartes de l’abbaye de Nouaillé de 678 à 1200, éd. Pierre de Monsabert, Archives historiques du Poitou, t. XLIX, Poitiers, Société des Archives historiques du Poitou, 1936. [lire en ligne]
- Chartes et documents pour servir à l'histoire de l'abbaye de Saint-Maixent, vol. 1, éd. Alfred Richard, Archives historiques du Poitou, t. XVI, Poitiers, Oudin, 1886. [lire en ligne]

### Sources narratives
- « Chronicon Sancti-Maxentii Pictavensis », dans Chroniques des églises d'Anjou, éd. Paul Marchegay et Emile Mabille, Société de l'histoire de France, Paris, Jules Renouard, 1869, p. 349-433. [lire en ligne]
- La Chronique de Saint-Maixent (751-1140), éd. et trad. Jean Verdon, Paris, Les Belles Lettres, 1979.